# Ajaułym Kasymowa
Ajaułym Tanyrbiergienowna Kasymowa (ros. Аяулым Танырбергеновна Касымова; ur. 12 maja 1994) – kazachska zapaśniczka walcząca w stylu wolnym. Zajęła trzynaste miejsce na mistrzostwach świata w 2017. Siódma na igrzyskach azjatyckich w 2018. Srebrna medalistka mistrzostw Azji w 2020; brązowa w 2017; piąta w 2016. Wicemistrzyni halowych igrzysk azjatyckich w 2017. Trzecia na mistrzostwach Azji juniorów w 2012 i 2013 roku.
Absolwentka Zhetysu State University w Tałdykorganie.